# Baron Bergavenny
Baronowie Abergavenny 1. kreacji (parostwo Anglii)
- ???? - ????: Hamelin de Balun
- ???? - 1147: Brien FitzCount
- ???? - ????: Walter de Gloucester
- ???? - ????: Henry Fitzmiles
- ???? - ????: Seisill ap Yago
- ???? - 1175: Seisill ap Dyfnwal
- 1175–1211: William de Braose
- 1211–1216: Giles de Braose
- 1216–1222: Reginald de Braose
- 1222–1230: William de Braose
- 1230–1254: William de Cantilupe
- 1254–1273: George de Cantilupe
- 1273–1313: John Hastings
- 1313–1325: John Hastings
- 1325–1348: Lawrence Hastings
- 1348–1375: John Hastings
- 1375–1389: John Hastings

Baronowie Bergravenny 1. kreacji (parostwo Anglii)
- 1392–1411: William Beauchamp, 1. baron Bergravenny
- 1411–1422: Richard Beauchamp, 2. baron Bergavenny
- 1422–1447: Elizabeth Beauchamp, 3. baronowa Bergavenny
  - 1447–1476: Edward Nevill, 3. baron Bergavenny
- 1476–1492: George Nevill, 4. baron Bergavenny
- 1492–1535: George Nevill, 5. baron Bergavenny
- 1535–1587: Henry Nevill, 6. baron Bergavenny
- 1587–1589: Edward Nevill, 7. baron Bergavenny
- 1589–1622: Edward Nevill, 8. baron Bergavenny
- 1622–1641: Henry Nevill, 9. baron Bergavenny
- 1641–1662: John Nevill, 10. baron Bergavenny
- 1662–1666: George Nevill, 11. baron Bergavenny
- 1666–1695: George Nevill, 12. baron Bergavenny
- 1695–1721: George Nevill, 13. baron Bergavenny
- 1721–1723: George Nevill, 14. baron Bergavenny
- 1723–1724: Edward Nevill, 15. baron Bergavenny
- 1724–1744: William Nevill, 16. baron Bergavenny
- 1744–1785: George Nevill, 1. hrabia Abergavenny i 17. baron Bergavenny
- następni baronowie, patrz: markiz Abergavenny do 2000 r.